# モンドルフォ
モンドルフォ（伊: Mondolfo）は、イタリア共和国マルケ州ペーザロ・エ・ウルビーノ県にある、人口約14,000人の基礎自治体（コムーネ）。

## 地理

### 位置・広がり
ペーザロ・エ・ウルビーノ県のコムーネ。ペーザロから南東へ23km、ウルビーノから東へ37kmの距離にある。

#### 隣接コムーネ
隣接するコムーネは以下の通り。
- ファーノ
- サン・コスタンツォ
- セニガッリア (AN)
- トレカステッリ (AN)

### 気候分類・地震分類
モンドルフォにおけるイタリアの気候分類 (it) および度日は、zona E, 2188 GGである。
また、イタリアの地震リスク階級 (it) では、zona 2 (sismicità media) に分類される。

## 行政

### 分離集落
モンドルフォには、以下の分離集落（フラツィオーネ）がある。
- Marotta, Molino Vecchio, Ponterio, Sterpettine, Centocroci, Valle del Pozzo

## 文化・観光
「イタリアの最も美しい村」クラブ加盟コムーネである。